# Bergaris ruficeps
Bergaris ruficeps is een vlinder uit de familie van de Houtboorders (Cossidae). De wetenschappelijke naam van de soort is voor het eerst gepubliceerd in 1929 door Joseph de Joannis.
De soort komt voor in Vietnam.